# Micropora finisterrae
Micropora finisterrae is een mosdiertjessoort uit de familie van de Microporidae. De wetenschappelijke naam van de soort is voor het eerst geldig gepubliceerd in 1994 door Moyano.